# Teatro dell'Opera di Ankara

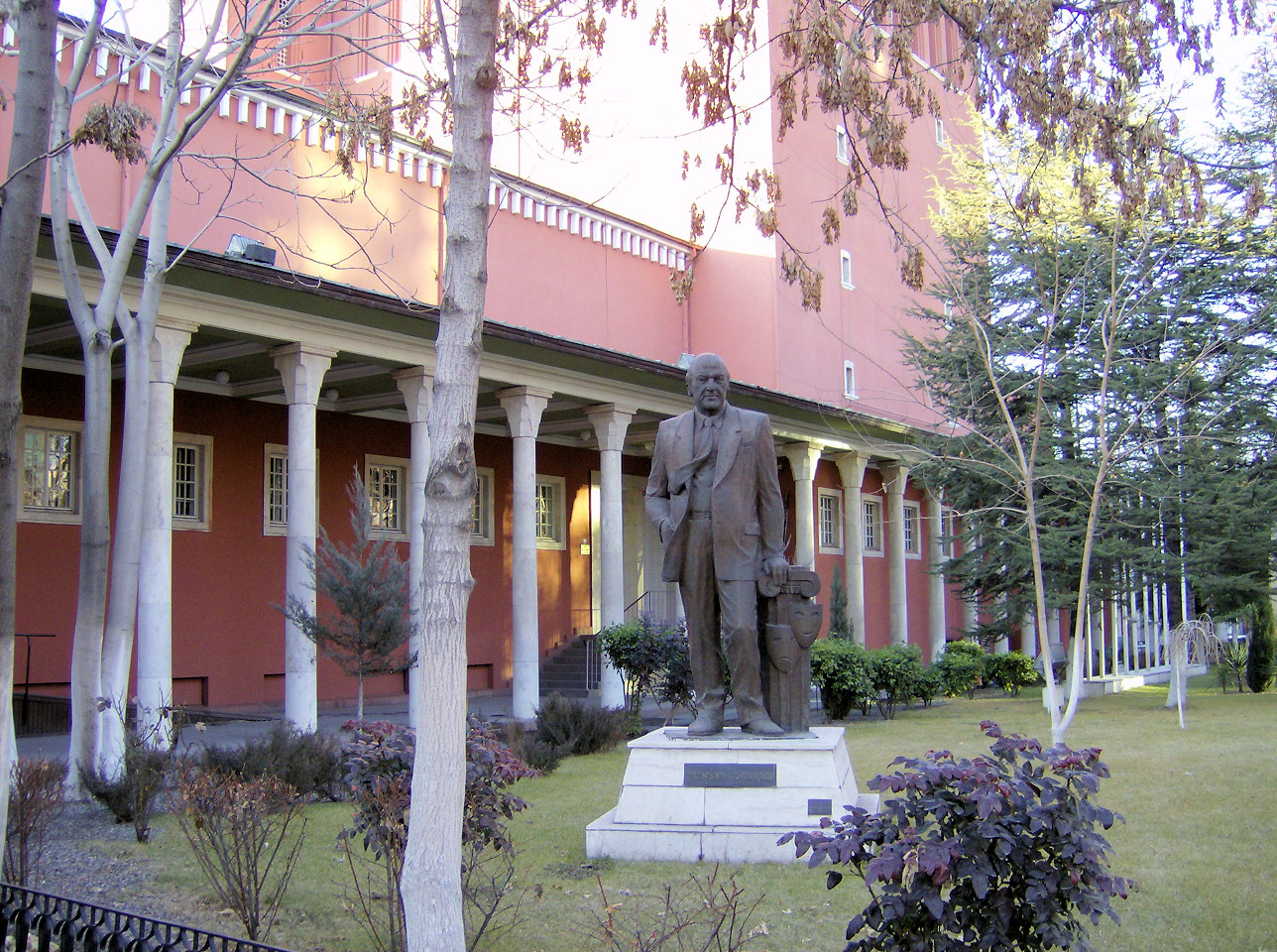
Statua di Cüneyt Gökçer di fronte al Teatro dell'Opera di Ankara.

Il Teatro dell'Opera di Ankara (in turco Opera Sahnesi), gestito da un ente statale preposto, è la più grande delle tre sedi per l'opera e il balletto della capitale turca. Gli altri due sono il Leyla Gencer Sahnesi ad Ostim e l'Operet Sahnesi (Teatro d'Operetta) in Sıhhiye.
L'edificio è stato originariamente progettato dall'architetto turco Şevki Balmumcu come un centro espositivo, che arrivò primo in un concorso internazionale per il progetto nel 1933. Fu poi trasformato in un teatro d'opera dell'architetto tedesco Paul Bonatz e iniziò a servire a questa funzione il 2 aprile 1948.
Lo stesso edificio serve anche come sede del teatro per i Turkish State Theatres sotto il nome di Büyük Tiyatro. La costruzione di un nuovo teatro dell'opera principale ad Ankara, in prossimità dell'originale e della capacità molto più grande, è in corso dal 2005.